# Nyctiophylacodes curtula
Nyctiophylacodes curtula is een fossiele soort schietmot uit de familie Polycentropodidae.